# 鼠径リンパ肉芽腫
鼠径リンパ肉芽腫（そけいりんぱにくげしゅ、Lymphogranuloma urethritis）とは、クラミジア・トラコマチスの一種によって発生する感染症、性病。梅毒・淋病・軟性下疳に続く性病という意味から、第四性病（だいよんせいびょう）とも呼ばれる。かつての日本では多発したが、現在では極めてまれな疾患である。

## 原因
クラミジアの1種であるクラミジア・トラコマチス(CT)の感染によって発生する。鼠径リンパ肉芽腫を引き起こすのは、CTのうちのL型のみである。

## 症状
外陰部の丘疹がびらん・潰瘍化する。びらん発生後1～2週間ほど経過すると、発熱、頭痛、発疹等が認められるようになる。そのほか、鼠径リンパ節に有痛性の腫脹を認める。

## 診断
性行為歴の問診、分泌物からのクラミジア抗原の検出、遺伝子検出、血清抗体価の検査など。

## 治療
テトラサイクリン系、マクロライド系、ニューキノロン系の抗生物質を投与する。

## 日本の現状
かつては性病防止法に挙げられていたほど多発していた性感染症の1種であったが、現在では極めてまれな疾患となっている。国内で感染することはまずないと考えてよく、ほとんどが海外（特に発展途上国）で感染する輸入感染症である。